# 北京街道
北京街道（ぺきんがいどう）は、広州市越秀区の街道。現行行政地名は北京街道禺山社区、北京街道高第社区などの社区13個がある。面積は 1.27km2。

## 地理
広州市越秀区の南中部に位置している。

## 行政区画
13街道を管轄する。
| 番号 | 社区名     | 番号 | 社区名     |
| ---- | ---------- | ---- | ---------- |
| 01   | 流水井社区 | 08   | 高第社区   |
| 02   | 塩運西社区 | 09   | 財庁前社区 |
| 03   | 長勝里社区 | 10   | 仁生里社区 |
| 04   | 広衛社区   | 11   | 竜蔵社区   |
| 05   | 仙湖社区   | 12   | 蓮花井社区 |
| 06   | 都府社区   | 13   | 雅荷塘社区 |
| 07   | 禺山社区   |      |            |

## 施設

### 交通
・地下鉄の駅：